# Джульфа (Азербайджан)
Джульфа́ (азерб. Culfa) — місто в Азербайджані, адміністративний центр Джульфинського району Нахічеванської Автономної Республіки. Розташоване на річці Аракс. У минулому вірменське селище, великий торговий центр. Вузлова залізнична станція Джульфа Нахічеванської залізниці.

## Історія

### Джульфа в давнину і в середньовіччі
Згідно з «Encyclopædia Iranica» Джульфа — давнє село на території історичної Вірменії. Частина вірменської історико-географічної області Сюнік. За переказами Джульфу заснував легендарний вірменський цар Тигран Єрвандуні, що жив у VI столітті до н. е. Вперше згадується у вірменського історика V ст. Мовсеса Хоренаці під назвою, що передається в українській транскрипції як «Джула». За Мовсесом, Тигран Єрвандуні оселив у ній полонених мідійців:
(Відводить їм) також три авани (волості) — Храм, Джулу і Хошакунік — на іншому боці річки (Аракса), всю рівнину від Ажданакана до тієї ж фортеці Нахчавана.— Мовсес Хоренаці «Історія Вірменії».

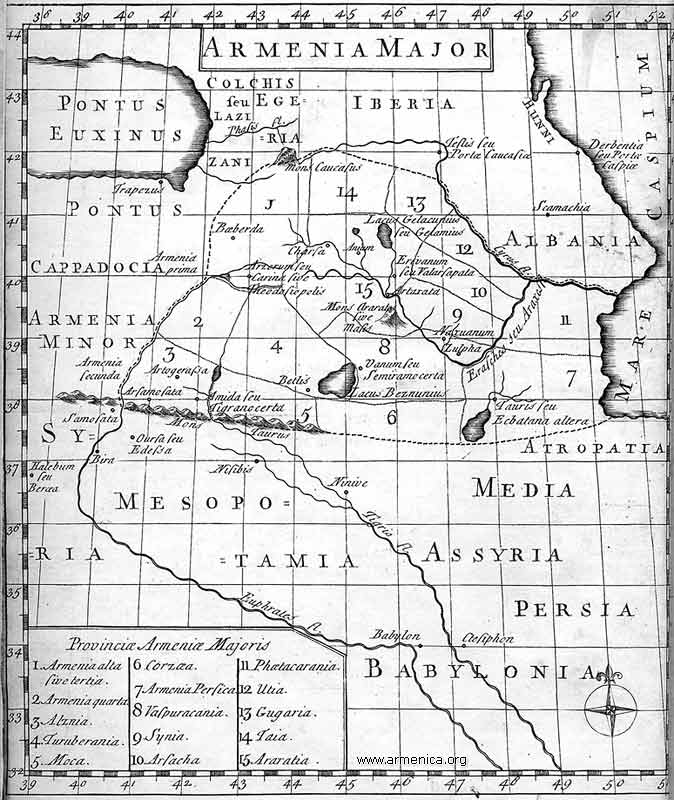
Джульфа (Zulpha) на карті Великої Вірменії, 1736 рік

Говорячи про період VII—X століть британський вчений Кліффорд Едмунд Босворт зараховує Джульфу, разом з Двіном і Ані, до успішних вірменських торгових міст на долині Аракса.
Між X—XII століттями воно стало великим містом, центром вірменської торгівлі (насамперед шовком), що й надалі зберігало своє переважно вірменське населення.
З церков і монастирів Джуги джерела згадують пустинський монастир Св. Ованеса, церкву Катан, церкви Св. Богородиці і Св. Всеспасителя, Св. Геворга тощо.
Населення міста було переважно вірменським. Джон Картрайт, англійський мандрівник згадує серед жителів і грузинів, але ніяких інших згадок про значне грузинське або мусульманське населення міста немає, так само як і написів грузинською, арабською чи перською. Всі відомі релігійні споруди відносилися до Вірменської апостольської церкви.
А. Якобсон зазначає, що Джульфа було одним з міст південно-східної Вірменії, що пережила економічний підйом у XVI—XVIII століттях. За з історикинею Інною Багдіандз Маккейб з Університету Тафтса «Джульфа в історичній Вірменії розташовувалося на річці Аракс на стародавньому торговому шляху». Вірменське торгове містечко Джульфа у другій половині XVI століття мало, за оцінками І. Петрушевського, 15-20 тисяч жителів, і було великою біржею європейсько-азійської торгівлі шовком.

### Розорення Джульфи
Місто мало переважно вірменське населення. Георг Тектандер, що побував 1602 року в цих місцях з австрійським посольством, щодо населення міста зазначав
Прибувши до Вірменії, Його Величність також не зустрів жодного опору, і все продовжувало йти цілком благополучно. У місті Джульфа (Sulpha), сильній фортеці, населеній виключно тільки християнами, вірменами, шаха прийняли надзвичайно чудовим чином: на честь його в'Їзду всі будинки в місті, вибудуваному без дахів, але з балконами нагорі, були утикані (bestecket) свічками, яких всіх було до 50.000 і які горіли протягом всієї ночі. Що стосується інших видатних міст, яких налічується до 54-х, то про них доповість вашій імператорській Величності посол, який нині перебуває в Персії.— «Подорож до Персії через Московію: 1602-1603 роки».
1604 року, в ході воєн між Перською та Османською імперіями, шах Персії, Аббас I Великий, щоб утримати під своєю владою Закавказзя, застосував у Вірменії тактику випаленої землі, в ході якої він вигнав все населення Східної Вірменії, як християнське, так і мусульманське.
Населення насильно переселили в Ісфаган, де воно утворило вірменське передмістя, яке існує донині — Нова Джульфа. Однією з причин депортації «Всесвітня історія» називає бажання шаха позбутися конкуренції вірменського купецтва. Є. Родіонова називає три причини։ військово-стратегічна, політична і економічна. Кількість депортованих французька історикиня Люс Бульнуа оцінює близько 1200 сімейств։ «… 1605 року цар Персії шах Аббас насильно переселив 1200 вірменських сімей з Джульфи на Араксі у Вірменію».
Аббас був настільки непохитним у своїй рішучості залишити Джульфу безлюдною, що наступного року послав армію, щоб вигнати близько тисячі жителів міста, які повернулися, і в 1616/17 роках знову вигнав близько тисячі сімей зі зруйнованого міста й околиць.
Раптове і драматичне розорення Джульфи справило глибокий і тривалий вплив на вірменське суспільство і культуру, що відзначається в літописах починаючи XVII століття. Місто залишається важливим символом у колективній пам'яті іранських вірмен.

### Джульфа у Новий час
На початку XIX ст. поселення було перенесено зі стародавніх руїн на нове місце, за 3 км на схід від історичного вірменського міста.
За Туркманчайським мирним договором 1828 року, що провів по Араксу російсько-перський кордон, південна частина Джульфи залишилася за Персією, північна ж відійшла до Росії. Вона була у складі Вірменської області, потім (від 1847 р.) Еріванської губернії.
За російської влади Джульфа перетворилася на прикордонний митний пункт, а її населення стало зростати, особливо з будівництвом залізниці (1908). 1891 року там було 649 жителів, до 1897—763 (751 з них — вірмени).

Російський мандрівник початку XX століття Гур'єв Б. М., під час своєї подорожі до Тавриза, згадує і Джульфу:
Джульфа, як було зазначено, розташована безпосередньо на кордоні нашому з Персією. Переправившись через річку Аракс, ви вже знаходитесь у межах Персії і в першому перському селищі, яким є перська Джульфа. Мусульманське населення останньої, як мені повідомляли, зібрало двадцять тисяч на будівництво мечеті, яку чомусь бажало побудувати не в своїй Джульфі, а в російській. Однак російською владою їм це не було дозволено, і тепер мечеть мусульмани будуватимуть у своїй перській Джульфі. Оригінальний текст (рос.)
Джульфа, как было указано, расположена непосредственно на границе нашей с Персией. Переправившись через реку Аракс, вы уже находитесь в пределах Персии и в первом персидском селении, которым является персидская Джульфа. Мусульманское население последней, как мне сообщали, собрало двадцать пять тысяч на постройку мечети, которую почему-то желало построить не в своей Джульте, а в русской. Однако русскими властями им это не было разрешено, и теперь мечет будет строиться мусульманами в своей персидской Джульфе.— Б. М. Гур'єв  «Поїздка до Тавриза».

### Джульфа в новітній час
1948 року Джульфа отримала статус міста, 1970 року мала 5 тис. населення, у 1991 — 8,3 тис.
У 1942—1944 роках в Джульфі закінчувався т. зв. «Перський коридор», по якому союзники СРСР постачали в СРСР озброєння і техніку для боротьби з фашистською Німеччиною.

## Культурна спадщина

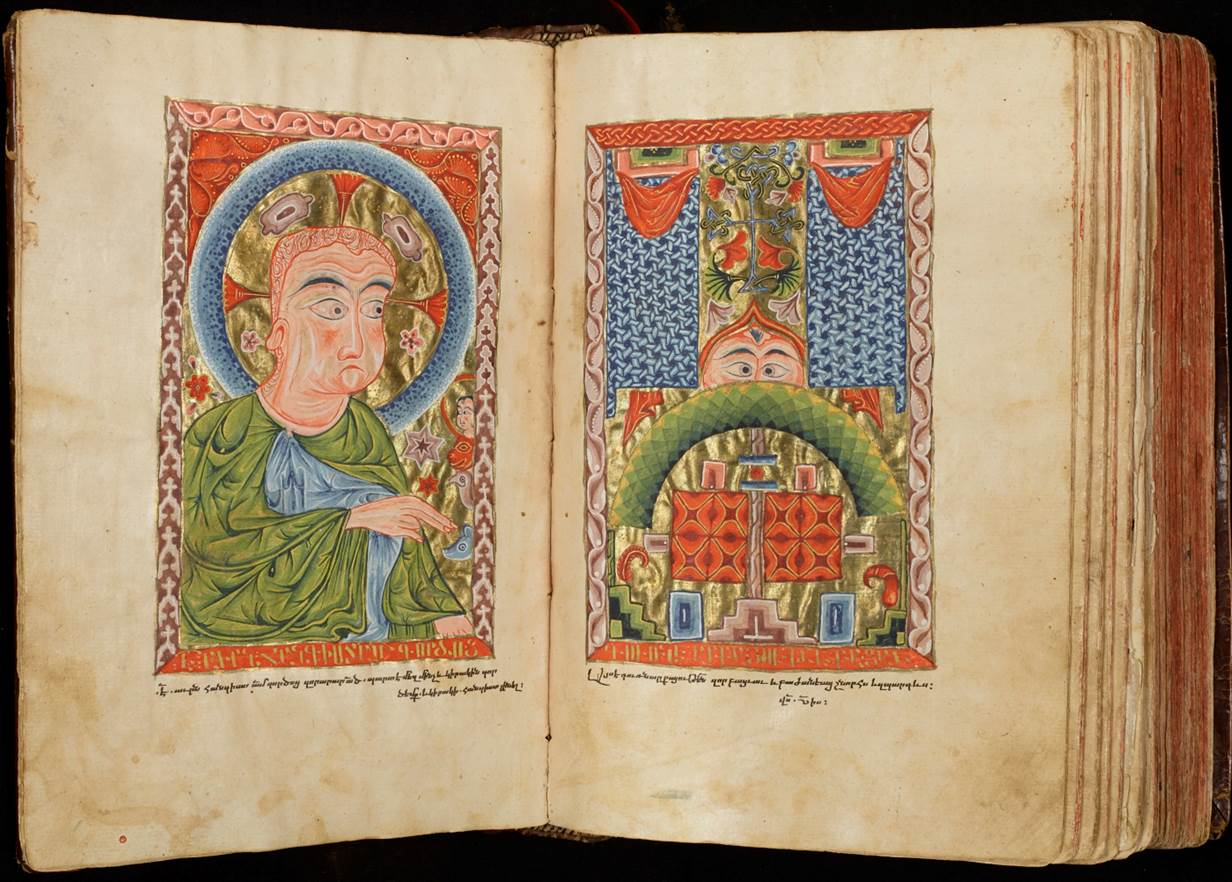
Вірменський рукопис із Джульфи, 1587 рік

Середньовічні писарі згадують Джульфу як важливе місто і вихваляють його численні монастирі. У середині XVII століття тут відзначається відродження вірменського архітектурного будівництва. За описом Енциклопедії Брокгауза і Єфрона, «нині від старої Джульфи залишилися руїни будинків і церков, величезне кладовище з незліченними надгробними пам'ятниками, вкритими барельєфами та арабесками, і залишки опор двох-трьох мостів через Аракс». Згідно з виданим 1865 року «Географічно-статистичним словником Російської Імперії» місто, що колись нараховувало 8000 родин, на момент виходу словника було невеликим поселенням. В ньому налічувалося 24 вірменські церкви, з яких 13 були залишені. На думку автора найкращим з храмів був побудований в часи Шаха Абаса, монастир Спасителя, в якому 1865 року жив 1 вірменський архієрей, 5 архімандритів і 20 ченців. Крім цього у храмі спочивали тіла першого архієрея Джульфи Хачатура і будівничого церкви Давида. Іншими окремо зазначеними у словнику культовими спорудами були: побудований 1613 року жіночий монастир Св. Катерини; споруджений 1628 року ходжою Петросом собор Бетлемес; збудована 1611 року церква Ходженець (залишена до 1865 року). При чоловічому монастирі було кладовище, написи на деяких могилах якого відносяться до другої половини XVI століття.
Російський історик В. Шнірельман відзначає систематичне замовчування азербайджанськими авторами вірменської історичної спадщини Джульфи.
До кінця XX століття серед руїн Старої Джульфи ще зберігалися в зруйнованому стані:
- Фортеця Джуги або Дарзвазрі — X—XII століття. Знаходилась у східній частині середньовічного міста, на пагорбі поблизу Аракса.
- Міст — чотириарковий, побудований у ранньому середньовіччі з тесаних каменів на вапняному розчині. Арковий проліт досягав 37 м у довжину за ширині 3 м. Наприкінці XVI ст. вже був зруйнований.
- Міська лазня — кінець XVI століття. Складалася з декількох приміщень зі склепінчастими перекриттями. Її будівельником вважали останнього міського голову вірменської Джуги Ходжу Хачика.
- Головний каравантун (каравансарай) — на березі р. Аракс. Мав аркову прямокутну форму, був побудований з тесаних каменів і займав досить велику територію.
- Церква Помболозі або Тавараці (Пастуша) — центрально-купольна церква, відновлена в XVI ст.
- Церква сурб Аствацацін (св. Борогодиці) — XII—XIII ст., реставрована в XVI ст. Розташовувалася в східній частині Джуги, безпосередньо біля міської стіни. Прямокутна церква була оточена з усіх боків високим муром, що створювало враження невеликої фортеці.
- Церква Помпозіжам[38]
- Монастир Аменапркич[ru] — IX—X ст., реставрований 1271 року пароном Ваграмом. Перебував на височині, розташованій на краю «Долини Вітрів». Являв собою невелику центрально-купольну церкву і декілька одноповерхових і двоповерхових житлових і господарських будівель, оточених стіною.
- Печери — з безлічі каменоломень і печер в «Ущелині Вітрів» і в скелях, що оточують місто, найпримітніші печери «Чгнавор» і «Крекачатун». Датуються II—I тис. до н. е., і, як в давнину, так і в середньовіччі, служили для проживання і укриття в разі небезпеки[10][39].

Починаючи з XIII—XIV століть у скрипторіях Джульфи створювалися ілюміновані рукописи. Попри значні втрати, почасти через те, що місто зруйнував шах Аббас I, а його населення депортовано в Ісфаган, кілька збережених рукописів свідчать про славу і багатство цього комерційного міста і його жителів. Відомий, наприклад, рукопис однієї з праць Григора Татеваці, скопійованої і багато ілюмінованої в Джульфі 1456 року художницею Маріам.

## Кладовище хачкарів і його знищення
Серед джульфинських пам'яток було кладовище хачкарів, розташоване на трьох пагорбах. Олександр Родес, описуючи відвідування Джульфи 1648 року, говорить про 10 тис. повністю збережених хачкарів. На початку XX століття на цвинтарі залишалося ще 6 тис. хачкарів, вертикальних надгробків, три церкви і каплиця.

1812 року англійський дипломат Вільям Сузлі, відвідавши Джугу, зазначає: 
|  | Я досліджував руїни Джульфи, все населення якої складають 45 вірменських сімей, судячи з усього з найнижчих верств. Між тим про колишню чисельність населення свідчить велике кладовище, розташоване на схилі, що спускається до самої річки, з численними надгробками, що стоять щільно в ряд, немов солдатські роти. Це пам'ять багатьох поколінь, підсумок багатьох століть ... |

[неавторитетне джерело]

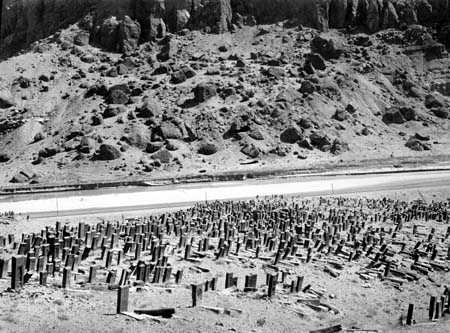
Кладовище в Джульфі до знищення

Кладовище Джуги досліджували 1912 року Ашхарбек Калантар і Арт. Григорян, у вересні 1915 року його вивчив і сфотографував відомий фотограф Арташес Вруйр за допомоги студента Григора Агамаляна. Агамалян нарахував тоді 2100 хачкарів. У 1971-73 роках, коли кладовище вивчав історик Аргам Айвазян, нарахували 2707 хачкарів.
Аргам Айвазян розділив хачкари на групи за періодами: ранній період IX—XV ст., перехідний період XV—XVI ст. і остання, найголовніша група — з середини XVI ст. до 1604 р., що відрізняється особливою майстерністю різьбярів.
Згідно з ІКОМОСом, 1998 року азербайджанський уряд видалив 800 хачкарів, але руйнування було припинено через протести ЮНЕСКО. 2002 року руйнування кладовища відновилося, до 2006 року від кладовища не залишилося й сліду. 2010 року повідомлення очевидців про руйнування кладовища підтверджила Американська асоціація сприяння розвитку науки на основі аналізу супутникових знімків регіону.
Навесні 2006 року азербайджанський журналіст з Інституту війни і миру Ідрак Аббасов спробував дослідити кладовище, однак місцева влада заборонила йому відвідати цей об'єкт. Проте, він зміг добре розглянути територію кладовища і підтвердив, що воно повністю зникло. Азербайджан заборонив представникам Європейського парламенту оглянути колишнє кладовище в квітні 2006 року.
З кількох тисяч хачкарів залишилися тільки ті, які було вивезено з Джульфи: 10 хачкарів XVI—XVIII, вивезених до Кавказького музею в Тбілісі, за ініціативою його засновника Густава Радде (1867 р.) і кілька хачкарів, перевезених у радянський час до Ечміадзіна.

## Відомі уродженці
- Маттеос Джугаєці[ru] — вірменський мислитель, літературознавець і богослов XIV—XV століть
- Акоп Джугаєці[ru] — вірменський художник-мініатюрист кінця XVI початку XVII століття, видатний представник Джульфинської школи вірменської мініатюри.
- Симеон Джугаеці — вірменський філософ, богослов, мовознавець, педагог і громадський діяч XVII століття.
- Алекперов Фізулі Гасан огли[ru] — міністр праці та соціального захисту Азербайджанської Республіки від 2006 року.

## Статті та публікації
- Гурьев Б. М. Поездка в Тавриз :  [рос.] // Исторический вестник : историко-литературный журнал. — СПб. : Тип. А. С. Суворина, 1912. — № 6.
- Самвел Карапетян. SOS: Уничтожение кладбища Джуги :  [рос.] // Голос Армении : газета. — 2003. — № 5 (25 січня).
- Известного средневекового кладбища больше нет :  [англ.] // Інститут висвітлення війни та миру[en] : международная некоммерческая организация. — 2006. — 27 квітня.
- Sarah Pickman. Tragedy on the Araxes :  [англ.] = Трагедия на Араксе // Archaeology : журнал. — Palm Coast, FL : Archaeological Institute of America, 2006. — 30 червня.
- Lucian Harris (25 травня 2006). World Watches In Silence As Azerbaijan Wipes Out Armenian Culture. Partimoniosos.it. Архів оригіналу за 30 січня 2021. Процитовано 24 квітня 2018.
- Stephen Castle. Азербайджан „сплющил“ авторитетный армянский сайт :  [англ.] = Azerbaijan „flattened“ sacred Armenian site // Independent : электронное издание. — 2006. — 29 травня.

## Зовнішні медіафайли
- Ջուղա на YouTube — «Джуга», история города Джульфа, RAA Armenia=(вірм. Ֆիլմը ներկայացնում է պատմական Ջուղա քաղաքի պատմությունը և աշխարհահռչակ գերեզմանոցի ոչնչացումը Նախիջևանի Ինքնավար Հանրապետության և Ադրբեջանի իշխանությունների կողմից, 2012)